# Notre-Dame-du-Hamel
Notre-Dame-du-Hamel település Franciaországban, Eure megyében. Lakosainak száma 188 fő (2022. január 1.). Notre-Dame-du-Hamel La Haye-Saint-Sylvestre, Mélicourt, Mesnil-Rousset, Saint-Denis-d’Augerons és La Ferté-en-Ouche községekkel határos.

## Népesség
A település népességének változása:
| Lakosok száma | 260  | 227  | 186  | 197  | 221  | 214  | 210  | 198  | 194  | 188  |
|               | 1968 | 1982 | 1990 | 2006 | 2013 | 2015 | 2017 | 2019 | 2020 | 2022 |